# Geschichte des Hörfunks in Österreich

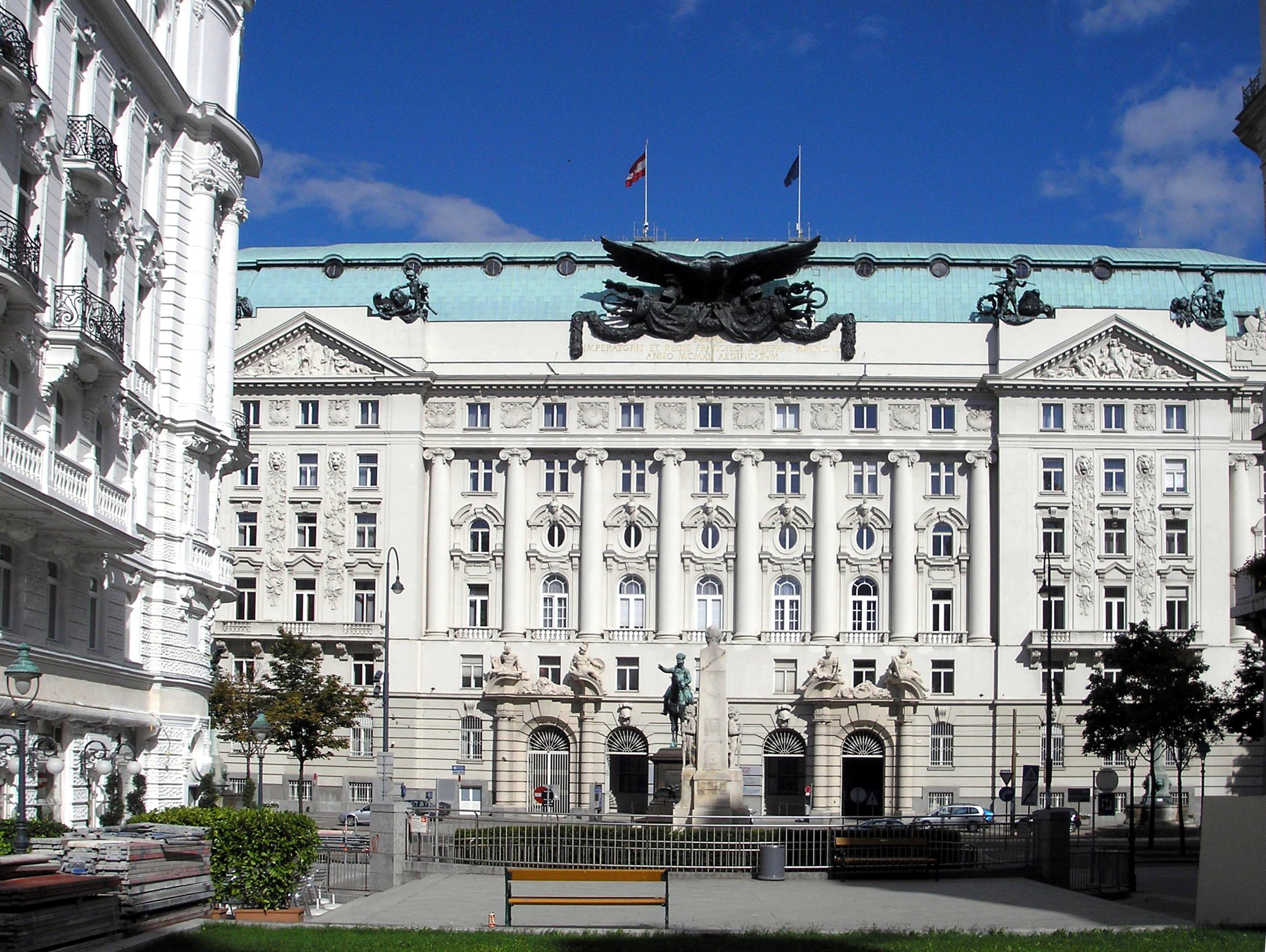
Im Dachgeschoß des ehemaligen k.u.k. Kriegsministeriums befand sich das erste Hörfunkstudio der RAVAG in Österreich

Die Geschichte des Hörfunks in Österreich begann in den 1920er Jahren mit dem fast zwei Jahre bestehenden privaten Versuchssender Radio Hekaphon.
Ab dem zweiten Halbjahr 1924 prägte dann die Radio-Verkehrs-AG (RAVAG) anfänglich mit Radio Wien und weiteren neuen Sendern die Hörfunkgeschichte der Alpenrepublik. Nach 1938 wurde aus Radio Wien, das damit seine Eigenständigkeit verlor, der Reichssender Wien, der als ein Bestandteil in den sogenannten Großdeutschen Rundfunk einging.
In der Nachkriegszeit ab 1945 gab es neben dem in der sowjetischen Besatzungszone wieder aufgenommenen Radio Wien die Sendergruppen der drei westlichen Alliierten (z. B. die US-Sendergruppe Rot-Weiß-Rot). Gegen Ende der Besatzungszeit übernahm der Österreichische Rundfunk, 1958 privatrechtlich als Ges.m.b.H., 1974 als Bundesanstalt und seit 2002 als Stiftung des öffentlichen Rechts reorganisiert. Wie die RAVAG hatte der ORF eine Monopolstellung inne, die im Vorfeld des EU-Beitritts Österreichs mit dem Regionalradiogesetz von 1993 endete; ab Mitte der 1990er-Jahre nahmen zahlreiche Privatradios ihre Tätigkeit auf.

## Beginn eines Massenmediums

### Konzessionierung
Am Anfang gab es zwölf interessierte Gruppen, zumeist bestehend aus mehreren Personen und/oder Firmen verschiedener Herkunftsbranchen, die um eine Konzession für einen Hörfunksender ersuchten. Dies waren unter anderem die Österreichische Marconi A.G., die Schrack- sowie die Czeija Nissl-Gruppe.

### Radio Hekaphon und Oskar Koton
Die erste Rundfunk- bzw. Hörfunkausstrahlung Österreichs erfolgte am 1. April 1923, von einem Werksgelände im 20. Wiener Gemeindebezirk Wien-Brigittenau durch die damals dort ansässigen Firma Vereinigte Telephon- und Telegraphenfabrik AG Czeija & Nissl (lt. Literatur auch Vereinigte Telephonfabriken AG Czeija, Nissl & Co.) aus Wien. Unter Anleitung Oskar Kotons, dem Technischen Leiter der Firma entwickelte sich das Vorhaben. Czeija & Nissl war zusammen mit Johann Kremenetzky einer der oben genannten 12 Bewerber.
Anfänglich bezichtigte die zuständige Behörde ob des unangemeldeten Vorhabens Czeija & Nissls, als sogenannten „groben Unfug“, änderte aber diese Einstellung, um den Anklang in der Bevölkerung und die diesbezügliche Entwicklung des neuen Mediums zu beobachten. Über eine gesetzliche Verfolgung oder gar gerichtliche Verurteilung der Firma Czeija & Nissl bzw. Oskar Kotons, ist der Sekundärliteratur nichts zu entnehmen. Hier sei zur Einordnung der damaligen Situation erwähnt, dass auch einem Radiopionier in Deutschland, Hans Bredow, wegen seiner Versuchssendungen eine ähnliche Rüge widerfuhr. In seinem Fall hieß es „Mißbrauch von Heeresgerät“. Auch hier ist in der Literatur kein Beleg über Verfolgung, geschweige Bestrafung zu finden.
Im Sommer wurde Kotons Sender in den 9. Bezirk Wien-Alsergrund auf das Gelände der Wiener Bildungseinrichtung Technologisches Gewerbemuseum (TGM) gebracht. Der Sendebetrieb erfolgte ab dem 1. Juli nach einer feierlichen Einweihung unter dem Namen Radio Hekaphon – Welle 600.
Ein Höhepunkt der Tätigkeit von Radio Hekaphon war die Übertragung der Eröffnungsrede der Messe Wien im Herbst vom Bundespräsidenten. 1924 wurde der Betrieb eingestellt.

## Monopolstellung der RAVAG

### Die Firma Schrack und Oskar Czeija
Oskar Czeija, eine Persönlichkeit, die sich für die Förderung von Funkverkehr und letztlich für die Schaffung des Hörfunks in Österreich einsetze, trat im Jahr 1921 zusammen mit der Firma Schrack mit einem Ersuchen um die Erteilung einer Lizenz für grenzüberschreitende Drahtlose Telegrafie (Auslands-Funktelegraphie) in Erscheinung, jedoch wurde die Konzession an die Marconi-A.G. (später Radio Austria) vergeben.
Auf Betreiben Czeijas setzte die Christlichsoziale Regierung unter Bundeskanzler Seitz schließlich die Schaffung eines Rundfunkmonopols durch.
Die Firma Schrack und O. Czeija bewarben sich erneut, diesmal zum Betreiben eines Senders für Hörfunk. Zu dieser Gruppe gehörten weiters die Firma Kapsch, das Österreichische Credit-Institut und ein Dozent mit Namen Ettenreich. Gegen sie traten 11 weitere Bewerber an. Die Schrack-Gruppe um Oskar Czeija (aus der in der Folge die Radio Verkehrs A.G. entstand) obsiegte und erhielt die Konzession.

### Die Radio Verkehrs A.G. und Radio Wien
Die Gründung der RAVAG erfolgte unmittelbar nach der Konzessionierung im Frühjahr 1924, besaß jedoch keinen eigenen Sender. So kam sie mit der Firma Czeija & Nissl überein, den bisherigen Sender Oskar Kotons von Radio Hekaphon auf Mietbasis zu nutzen.
Ab 1. September 1924 stand dann der auf bzw. unter dem Dach des ehemaligen kaiserlich und königlichen (k.u.k) Kriegs- bzw. Heeresministeriums (Wien-Innere Stadt, Stubenring 1) montierte und von der RAVAG bei der Gesellschaft für drahtlose Telegraphie m.b.H. (die spätere Firma Telefunken AG) gekaufte Sender in ununterbrochenem Betrieb. Vier Wochen später, am 1. Oktober 1924, nahm die RAVAG ihren offiziellen Sendebetrieb aus einem im selben Haus provisorisch eingerichteten Studio unter dem Namen Radio Wien – Welle 530 auf. Dieses Datum gilt als der offizielle Termin für den Startschuss des Hörfunks in Österreich. Bereits eine Woche zuvor wurden Versuchsprogramme von der Wiener Herbstmesse mit Musik und Vorträgen gesendet.
Die RAVAG wurde nur einen Tag vor der Aufnahme des Sendebetriebs gegründet. Als Gesellschafter traten unter anderen die Gemeinde Wien, Banken wie die Österreichische Creditanstalt für öffentliche Unternehmungen, die Österreichische Telefonfabriks A.G. und der Bund mit dem Handelsministerium auf. Die Neue Freie Presse berichtete in ihrer Ausgabe vom 1. Oktober 1924 von 15.000 offiziellen („Anmeldungen zum Rundspruch“) Teilnehmern. Ähnlich wie in anderen europäischen Ländern zur gleichen Zeit versuchte die österreichische Regierung durch Verordnungen eine möglichst lückenlose Kontrolle über Verbreitung, Empfang und Inhalte des Hörfunks aufrechtzuerhalten.
Zunächst wurde über den ersten österreichischen Sender in Wien sowie den am 29. März 1925 in Betrieb genommenen ersten Zwischensender, Radio Graz (Welle 404). vor allem Klassische Musik gesendet. 1925 wurde erstmals eine Oper direkt aus der Wiener Staatsoper übertragen, im gleichen Jahr begannen auch Livesendungen von den Salzburger Festspielen. Später wurde dieses Programm um Theaterstücke, wissenschaftliche Vorträge und spezielle Kinderprogramme ergänzt. Schon 1924 gab es im Rahmen einer „Radio-Volkshochschule“ ein eigenes Bildungsprogramm; eine Institution, die sich in der über achtzigjährigen Geschichte des Hörfunks in Österreich bis heute in der wochentäglichen Ö1-Sendung „Radiokolleg“ erhalten hat. Berichterstattung über aktuelle politische Ereignisse, über das Zeitgeschehen überhaupt, war dem Rundfunk zunächst, aus Rücksicht auf die geschäftlichen Interessen der Zeitungsherausgeber untersagt. Außerdem sollte das junge Medium aus Konflikten mit den politischen Parteien herausgehalten werden. Diese Rundfunkpolitik wurde damals „Neutralismus“ genannt. Die einzigen aktuellen Informationsinhalte bestanden in der Durchgabe von Wetterprognosen, des Wasserstandes der Donau und anderer österreichischer Gewässer, Börsenkurse, Sportnachrichten sowie dem damals sogenannten „Kriminalrundspruch“ – einer Art (unpolitischer) Chronik-Berichterstattung.
Der Neutralismus wurde zwar in den ersten Jahren gewahrt, doch wirkte sich der Einfluss der Regierung, namentlich der Christlichsozialen Partei mit der schärfer werdenden innenpolitischen Konfrontation gegen Ende der 1920er Jahre immer stärker aus. So wurde zwar über den Justizpalastbrand 1927 nicht berichtet, 1930 wurde erstmals ein Wahlstudio für die Nationalratswahlen installiert. Aus dieser Zeit stammen auch die bekanntesten frühen politischen Dokumente der österreichischen Hörfunkgeschichte, wie eine Wahlkampfrede Otto Bauers. Aufgrund der damals technisch schwierig zu bewältigenden Liveaufnahmen (Nebengeräusche) wurden die meisten Dokumente aus dieser Zeit, wie das angeführte Beispiel in einem Studio nachgestellt oder bereits erstellte Aufnahmen abgespielt.

### Umgang mit dem Urheberrecht
Der Oberste Gerichtshof Österreichs schwächte am 28. September 1927 das Urheberrecht der Funkautoren, indem es „die funkmäßige Wiedergabe erschienener Schriftwerke erlaubte“ und damit dem Urheber des gesendeten Texts den Schutz entzog. Dies stand im Gegensatz zur damals üblichen Rechtsprechung im Umland, etwa im Deutschen Reich.

## Hörfunk als Propagandainstrument

### Der Ständestaat und die RAVAG

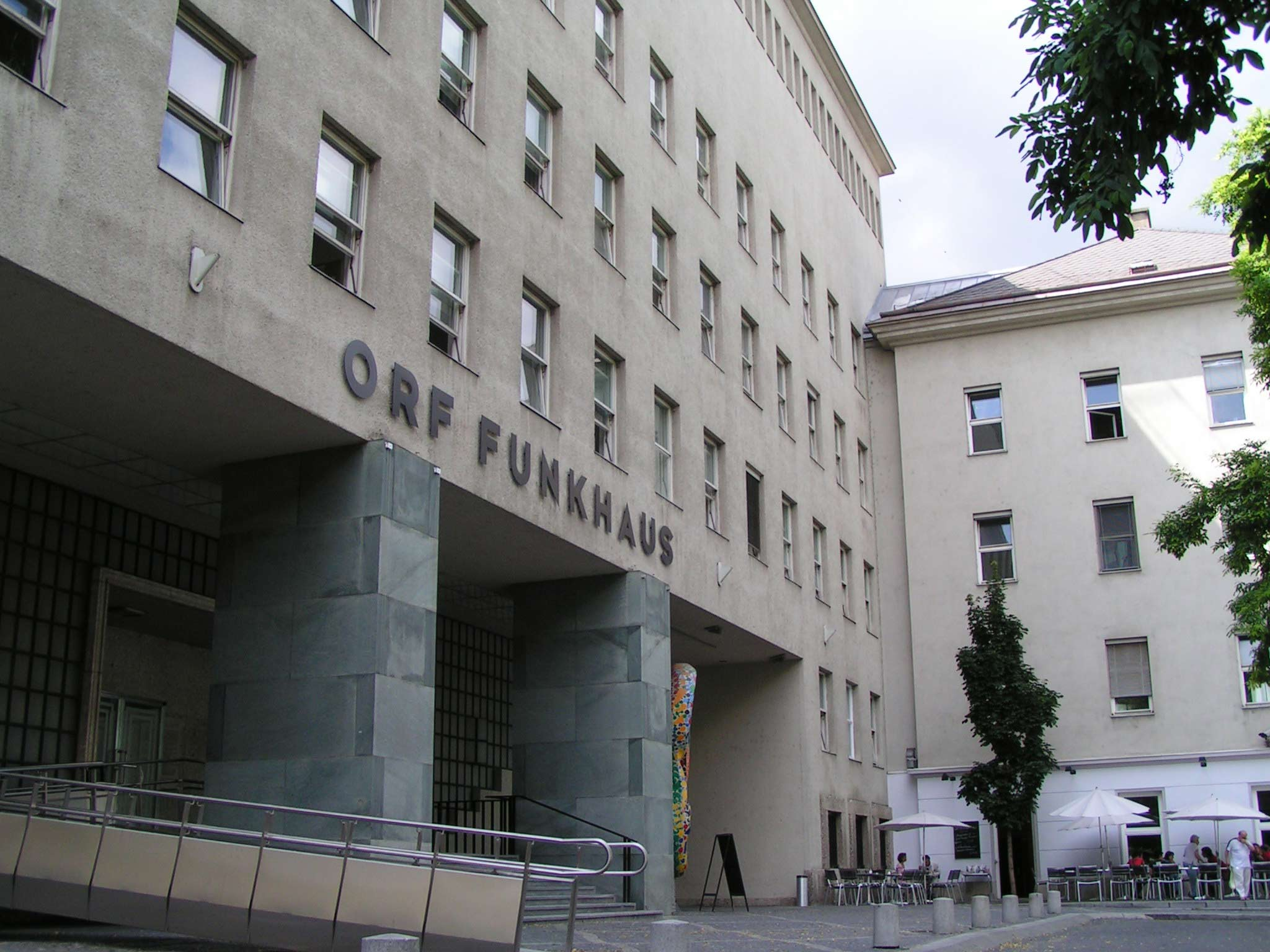
1935 wurde der Grundstein für das Funkhaus gelegt.

Anfang der 1930er Jahre gab es bereits eine halbe Million angemeldete Rundfunkteilnehmer, der Aufstieg vom Versuchs- zum Massenmedium ging im Falle des Hörfunks so schnell vonstatten wie drei Jahrzehnte später die Verbreitung des Fernsehens. Alle politischen Kräfte erkannten sogleich die entscheidende Bedeutung, welche der Hörfunk für die Machtausübung bedeutete. Sowohl der Bürgerkrieg 1934 mit der Ausrufung des Standrechts durch Bundeskanzler Engelbert Dollfuß im Radio als auch der Juliputsch 1934 mit den schweren Gefechten um die Studios der RAVAG in der Wiener Johannesgasse ließen daran keinen Zweifel. Das Bundeskanzleramt wurde mit dem RAVAG-Studio in einer direkten Leitung verbunden. Die erste eigenständige Nachrichtenredaktion war eine Propagandaabteilung im Ständestaat der Regierung Dollfuß. 1935 wurde der Grundstein des von Clemens Holzmeister entworfenen Funkhauses in der Argentinierstraße gelegt; viele sahen darin ebenfalls einen Teil des österreichischen Ständestaates, eine Hypothek, die das architektonisch und ästhetisch wertvolle Gebäude noch Jahrzehnte nach 1945 belasten sollte. Bezogen wurde das Gebäude aber erst 1939.
Der Reichssender München strahlte Propagandasendungen nach Österreich ein, die sogar von der englischen Presse wahrgenommen wurden. Die Times machte am 20. Februar 1935 einen umfangreichen Artikel über die „Nazi-Propaganda-Maschine Rundfunk“ mit der Einschätzung auf, dass die „Austrian broadcasts“ aus München ein besonders ernstes Beispiel für die „exzessive Nutzung Deutschen Rundfunks zu Propagandazwecken“ seien. Die österreichische RAVAG reagierte mit Gegenpropaganda.
Die dramatischen Tage und Stunden um den deutschen Einmarsch in Österreich spielten sich auch im Hörfunk ab. Die Rücktrittsrede Bundeskanzlers Kurt Schuschniggs („Gott schütze Österreich“) zählt zu den wichtigsten und bekanntesten Dokumenten der österreichischen Geschichte des 20. Jahrhunderts und wurde am Abend des 11. März 1938, nur wenige Stunden vor der Übernahme der Einrichtungen der RAVAG durch die Nationalsozialisten ausgestrahlt. Noch in der gleichen Nacht war auf der gleichen Welle eine Reportage über eine NS-Kundgebung vor dem Bundeskanzleramt zu hören. Dort amtierte bereits Arthur Seyß-Inquart. Tags darauf wurde eine Reportage über den Einzug Hitlers in Linz vor einer jubelnden Menschenmenge ausgestrahlt. Auch die offizielle „Anschlußrede“ Hitlers am Wiener Heldenplatz wurde im Hörfunk übertragen.
Im Zuge des „Anschlusses“ wurde die RAVAG 1938 liquidiert und in den Reichssender Wien, ein Teil der deutschen Reichsrundfunkgesellschaft im Jahr 1938, ab 1939 des Großdeutschen Rundfunks überführt.
In der letzterschienenen Ausgabe des RAVAG-Periodikums Radio Wien (25. März 1938) wurden unter Deutschösterreichischer Rundfunk folgende Sender aufgelistet: Bisamberg (506,8 m, 592 kHz, 100 kW), Graz (338,6 m, 886 kHz, 15 kW), Innsbruck (578 m, 519 kHz, 1 kW), Klagenfurt (231,8 m, 1294 kHz, 5 kW), Linz (338,6 m, 886 kHz, 15 kW), Salzburg (222,6 m, 1348 kHz, 2 kW), Vorarlberg (231,8 m, 1294 kHz, 5 kW), Kurzwellensender OER 2, Rosenhügel (25,42 m und 49,4 m, 1,5 kW).

### Der Großdeutsche Rundfunk und der Reichssender Wien
Das Programm wurde von nun ab größtenteils in Berlin produziert – der Reichssender Wien war nur noch Empfänger und ausführendes Organ. Das Programm bestand größtenteils aus Musik (87 Prozent) der Wortanteil wurde durch die Nachrichtensendung „Zeitspiegel“ bestritten, dazu kam lokale und kulturelle Berichterstattung. 1939/40 kam es zu einer Neuordnung des Rundfunkwesens in Österreich, einer Anpassung an die Strukturen des Großdeutschen Reiches. So wurden die Sender Innsbruck und Salzburg dem Reichssender München, das Studio in Dornbirn dem Reichssender Stuttgart untergeordnet.
Im Verlauf des Krieges wurden vor allem die deutschen Programme der BBC wichtig, die mit den ersten Takten der 5. Symphonie Beethovens – die im Morsealphabet für „V“ wie Victory stehen – angekündigt wurden. Ab 1943 strahlte die BBC auch ein eigenes Programm für Österreich aus. Für das Abhören von „Feindsendern“ wurden ab 1939 drastische Strafandrohungen bis hin zur Todesstrafe gesetzt. Dennoch erreichten die Feindsender ein breites Publikum. Als deutsche und österreichische Großstädte zunehmend von alliierten Flugzeugen bombardiert wurden, wurde aus dem Rundfunk ein wichtiges Zivilschutzinstrument: mit einem Signal – der sogenannte „Kuckucksruf“ – wurde vor dem Herannahen feindlicher Bombergeschwader gewarnt.
1945 wurde das Funkhaus in der Argentinierstraße selbst zweimal von Fliegerbomben getroffen. Beim Rückzug der deutschen Truppen während der Schlacht um Wien aus den Bezirken innerhalb des Gürtels konnte eine Zerstörung der Rundfunkeinrichtungen in der Argentinierstraße zwar verhindert werden, aber die nach Norden abziehende SS sprengte am 13. April 1945 den Sender Bisamberg. Die letzte Sendung des Reichssenders Wien ging am 6. April 1945 – die Rote Armee stand bereits in den Außenbezirken – über den Äther.

## Die vielfältige Radiolandschaft 1945 bis 1955

### Wiederbegründung von Radio Wien und die Senderketten
1945, nach Ende der Schlacht um Wien, dem Sieg der Roten Armee, wurde im damals noch rein sowjetisch besetzten Wien durch Oskar Czeija Radio Wien wiederbegründet. Ab dem 16. April begann die provisorische Instandsetzung der Sendeanlagen. Die erste Sendung von Radio Wien nach dem Krieg war die Verlesung der Österreichischen Unabhängigkeitserklärung der SPÖ, der ÖVP bzw. CVP und der KPÖ. Das Funkhaus in der Argentinierstraße blieb auch nach der endgültigen Einteilung der Besatzungszonen im Juli 1945 im sowjetischen Sektor Wiens.
Bald darauf gründeten die drei westlichen Besatzungsmächte in Österreich eigene Rundfunkgesellschaften. Vor allem die Amerikaner waren auf diesen Schritt gut vorbereitet. Sie gründeten sowohl einen Zivil- („Sendergruppe Rot-Weiß-Rot“) als auch einen englischsprachigen Soldatensender: Blue Danube Network (BDN), der wegen seiner Musikprogrammierung bei österreichischen Jugend sehr beliebt war. Die Briten gründeten Ende August 1945 mit den Sendern Graz und Klagenfurt die „Sendergruppe Alpenland“ (ab August 1950 mit einem zweiten Programm). Auch die Briten betrieben neben dem für die österreichische Bevölkerung gegründeten Zivilsender einen eigenen Soldatensender mit dem Namen British Forces Network (BFN). Schließlich zogen die Franzosen im September mit der Gründung der „Sendergruppe West“ (Innsbruck-Dornbirn) nach. Die Inhalte der ersten Monate des „Besatzungsfunks“ bestanden zu großen Teilen aus Suchmeldungen und Musik.
Für Radio Wien war die neu geschaffene Öffentliche Verwaltung für das österreichische Rundspruchwesen verantwortlich, oft noch als RAVAG bezeichnet. Ihre Sendungen, seit Dezember 1945 erweitert um ein zweites Programm, blieben zunächst auf den Raum Ostösterreichs, also Wien, Niederösterreich und nördliches Burgenland beschränkt. Nach Zeitzeugenberichten sei der sowjetische Einfluss auf den Rundfunk nicht so stark gewesen, wie später oft behauptet wurde. Dennoch wurde Radio Wien zunehmend unbeliebt, da der Sender als „Russensender“ galt – die im Rückblick berüchtigte „Russische Stunde“ wurde aber nur dreimal wöchentlich zu jeweils zehn Minuten ausgestrahlt. Der damalige junge Hörfunkmitarbeiter und spätere ORF-Chef Teddy Podgorski erinnerte sich 2004 in einem Interview mit Alfred Treiber: „Rot-Weiß-Rot war der einzige Sender, der gehört wurde. Die RAVAG war nicht konkurrenzfähig […], sie war wie eine große Behörde.“ Zensur fand bei allen Sendern statt. Ab Mai 1953 führe die Öffentliche Verwaltung auch die Bezeichnung „Österreichischer Rundfunk“.
Die Sender der drei westlichen Besatzungsmächte hatten zwar in ihren jeweiligen Sektoren ihre Schwerpunkte, etwa Dornbirn und Innsbruck im Falle der Franzosen, Graz-Klagenfurt bei den Briten und Salzburg-Linz bei den Amerikanern. Aufgrund des heraufziehenden Kalten Krieges verlagerte sich der Schwerpunkt der amerikanischen Rundfunktätigkeit in Österreich bereits um 1946 nach Wien. So wurde das ursprünglich winzige Studio von Rot-Weiß-Rot in der Seidengasse in Wien-Neubau ausgebaut und immer mehr Abteilungen von der Zentrale in Salzburg nach Wien verlegt.
Die Konkurrenzsituation zwischen Amerikanern und Sowjets führte also zu einer für die damalige Zeit in Mitteleuropa äußerst vielfältigen Radiolandschaft, bei der das Publikum in Wien sich 1953/54 nach Start des UKW-Versuchsprogramms für eines von sieben unterschiedlichen Radioprogrammen entscheiden konnte. Mit der wiedererlangten Souveränität der Alpenrepublik schrumpfte die Auswahl auf drei, Mitte der 1960er Jahre waren es sogar nur mehr zwei unterschiedliche Programme.
Sender Ende 1952:
- 519 kHz Alpenland Graz II (0,2 kW)
- 519 kHz West Innsbruck II (0,2 kW)
- 565 kHz BFN Graz (1 kW) & Klagenfurt (0,25 kW)
- 566 kHz Alpenland Wien-Schönbrunn (0,25 kW)
- 584 kHz Wien I-Bisamberg (35 kW)
- 629 kHz Landessender Tirol (15 kW) & Vorarlberg (12 kW)
- 674 kHz BDN Salzburg-Schloss Kleßheim (1 kW)
- 728 kHz Alpenland Graz-St. Peter (15 kW)
- 755 kHz Rot-Weiß-Rot Wien-Wilhelminenberg (100 kW)
- 773 kHz Rot-Weiß-Rot Linz-Kronstorf (100 kW)
- 836 kHz Alpenland Klagenfurt-St. Peter (7 kW)
- 868 kHz BFN Wien-Schönbrunn(?) (0,8 kW)
- 881 kHz BDN Linz-Freinberg (1 kW)
- 890 kHz BDN Zell am See (1 kW)
- 1025 kHz Alpenland Graz-Dobl (100 kW; zeitweise BBC)
- 1034 kHz BDN Wien-Schreiberweg (1 kW)
- 1223 kHz BDN Tulln (0,1 kW)
- 1250 kHz Rot-Weiß-Rot Salzburg-Moosstraße (10 kW)
- 1304 kHz Alpenland Klagenfurt II (0,2 kW)
- 1367 kHz BDN-St. Johann (0,35 kW)
- 1457 kHz West Schruns (0,05 kW)
- 1475 kHz Wien II-Thaliastraße (2 kW)

## Vom Proporz- zum reformierten Rundfunk

### Die Zeit der Stagnation 1955–1967
Die 1954 in der Öffentlichen Verwaltung zusammengeführten Sender wurden 1957/58 zur Österreichischen Rundfunk Ges.m.b.H. (ÖRF oder Ö.R.F.) zusammengefasst, ähnlich wie die RAVAG in der ersten Republik als alleiniger Anbieter von Hörfunk (und Fernsehen). Der Einfluss auf den Rundfunk wurde 1954–1964 nach Proporz zwischen SPÖ und ÖVP aufgeteilt. Der Einfluss auf den Hörfunk blieb wie vor allem in Händen der Volkspartei, während die Sozialdemokraten das von den Christlichsozialen anfangs wenig beachtete Fernsehen dominierten. Der Österreichische Rundfunk betrieb drei Radioprogramme über Mittelwelle und ab 1953 beginnend über UKW. Die ersten beiden Programme (1. Programm bzw. 2. Programm, ohne bestimmten Sendernamen) waren Vollprogramme und wurden täglich zwischen etwa 6 Uhr und Mitternacht ausgestrahlt. Das 3. Programm war so etwas wie ein „zusätzliches Versuchsprogramm“, das am Vormittag die Sendungen des 2. Programmes übernahm und erst am Nachmittag eigene Inhalte sendete. Aufgrund der finanziellen Ausdünnungen (keine Erhöhung der Rundfunkgebühren) durch politische Pattstellungen in der regierenden Großen Koalition mussten im Hörfunkprogramm ab 1956 immer wieder Kürzungen vorgenommen werden, bis das 3. Programm Anfang 1962 seinen Betrieb endgültig einstellen musste.
Das von den Zeitungsherausgebern Österreichs angestrengte Rundfunkvolksbegehren 1964 machte den Weg frei für das unter der ÖVP-Alleinregierung 1966 verabschiedete erste Rundfunkgesetz, das die Neugründung des Österreichischen Rundfunks (ORF) 1967 und die Einführung der „Strukturprogramme“ Ö1, Ö3 und ÖR (später: „Ö2“) ermöglichte.

### Die Zeit der „Strukturprogramme“ von 1967 bis etwa 1990
Die Inhalte der „Strukturprogramme“ Ö1, Ö3 und ÖR (Österreich Regional) blieben in den ersten Jahrzehnten ihres Bestehens für heutige Maßstäbe noch sehr „wortlastig“. Sperrige Sendungen aus der Zeit vor der Reform wurden auf Ö1 weitergeführt. Die Bundesländerstudios, die den größten Teil von ÖR produzierten, verfügten bis in die 1990er Jahre hinein sogar über eigene Literaturabteilungen. Erst danach begann unter Druck der aufkommenden Privatradios, die ab den späten 1980er Jahren aus dem benachbarten Ausland ihr Programm nach Österreich abstrahlten, der langsame und schrittweise Umbau zu Formatradios. In dieser Hinsicht war Radio Wien ein Vorreiter, das seine Programmstruktur bereits in den frühen 1990er Jahren anpasste.
Eine wirkliche Innovation für Österreich war aber die Etablierung von Ö3, das von Anfang an die Aufgabe hatte, „jugendliche Inhalte“ und Popmusik zu transportieren. Als Vorbilder dienten Radio Luxemburg, France Inter, aber auch die in den 1960er Jahren beliebten sogenannten Offshoresender wie Wonderful Radio London. Das Programm von Ö3 war über die ersten zwei Jahrzehnte seines Bestehens im deutschsprachigen Raum außergewöhnlich qualitativ und wurde teilweise von deutschen Rundfunkanstalten wie dem Sender Freies Berlin übernommen. Ö3 ist von der Verbreitung des Austropop in den 1970er Jahren nicht wegzudenken.
Mit der Eröffnung der Wiener UNO-City nahm der ORF unter dem Namen Blue Danube Radio 1979 eine vierte Radiofrequenz in Betrieb, die schrittweise zum Vollprogramm ausgebaut wurde. Der Name erinnerte an den amerikanischen Soldatensender Blue Danube Network, das Programm war größtenteils englischsprachig und sollte sich in erster Linie an die Wiener UNO-Mitarbeiter und an das Diplomatische Corps richten.

## Der lange Anfang des privaten Hörfunks
Durch das Verbot privater Hörfunkstationen in Österreich gingen die ersten Privatradios ab Mitte der 1980er-Jahre vom benachbarten Ausland aus on air. Bereits 1985 sendete Radio Uno vom Dreiländereck Kärnten-Italien-Slowenien aus und versorgte große Teile Kärntens mit privatem Radio. 1989 folgte Antenne Austria, der in Ungarn täglich vier Stunden österreichisches Programm gestaltete. Ein Jahr später startete Radio CD International und sendete von Bratislava aus. Sogenannte Piratensender entstanden in Österreich verstärkt ab den 1980er Jahren als Protestbewegung gegen den nach dem Ende der Ära Kreisky beginnenden Sozialabbau. Ihre Verbreitung blieb fast immer lokal und vor allem zeitlich beschränkt.
1993 wurde der Verband Österreichischer Privatsender und der Verband Freier Radios Österreich gegründet. Im Juli desselben Jahres beschloss der Nationalrat das Regionalradiogesetz, welches das ORF-Monopol teilweise aufhob. Aufgrund dieser Regelung gingen zwei Jahre später am 22. September 1995 die Antenne Steiermark on air, am 17. Oktober 1995 folgte das Salzburger Radio Melody. Im November 1993 verurteilte der Europäische Gerichtshof für Menschenrechte die Republik Österreich wegen Verstoßes gegen das Recht auf freie Meinungsäußerung der Europäischen Menschenrechtskonvention.
Erst durch das novellierte Regionalradiogesetz, das am 1. Mai 1997 in Kraft trat, wurde privater Hörfunk in Österreich in umfassender Weise Realität. Nach der Lizenzvergabe gingen am 1. April 1998 15 Privatsender auf Sendung.
Nach mehreren Sanierungen des Regionalradiogesetzes und Lizenzaufhebungen durch den Verfassungsgerichtshof trat am 1. April 2001 das Privatradiogesetz und das KommAustria-Gesetz, das die Kommunikationsbehörde Austria schuf, in Kraft. Mit der 1. Novelle des Privatradiogesetzes vom August 2001 bestanden nun erstmals tatsächlich die Möglichkeit für Privatradios, bundesweit zu senden: Sie konnten ab diesem Zeitpunkt Lizenzen zusammenlegen und österreichweite Ketten schaffen. Die erste und bis 2019 einzige Zulassung wurde im Dezember 2004 KroneHit erteilt.
Im Februar 2019 erhielt die Mediengruppe Österreich der Familie Fellner die zweite bundesweite Privatradiolizenz, nachdem sie 50 Regional- und Lokalfrequenzen zusammengelegt hatte.